# グム・オールド・コートヤード
グム・オールド・コートヤード(スタリ・ドゥボリク・グマ)（英語:GUM OLD CORTYARD ロシア語 :Старый Дворик ГУМа）は、ロシア極東沿海州の州都・ウラジオストクにある商業施設。

## 概要
ウラジオストクのスヴェトランスカヤ通りにある過去に百貨店として営業していたボリショイグムは2012年近くに新館のマールィグムが完成したため百貨店としての使命は終わり、現在ではZARAをメインとする数店舗が入居するテナントビルとなっているが、その裏側にあった歴史的レンガ造りの倉庫群を再開発し、2016年から営業を開始した。古風な佇まいのレンガ造りの建物群の中に、カフェ、パブ、美容室、スーパーマーケット、ホステル、アートスタジオなどが入っており、またコンサートなどの、さまざまなイベントが開催されることもあり、ウラジオストクの特に若者に人気の商業施設となっている。

## 関連リンク
- スタリ・ドゥボリク・グマ(ロシア語)
- ドゥボリク・グマ(インスタグラム)
- グム百貨店裏の古い中庭(日本語)